# Sancedo
Sancedo es un municipio y lugar español de la provincia de León, en la comunidad autónoma de Castilla y León. Se encuentra en la comarca de El Bierzo y cuenta con una población de 528 habitantes (INE 2024). Sancedo es uno de los municipios leoneses que son bilingües, situándose su habla tradicional en el área del leonés.

## Toponimia
El nombre original de la población que da nombre al municipio era Salcedo, apareciendo así recogido, por ejemplo, en la Carta Puebla de San Andrés de 1336. Desde el siglo XVI se mantiene el nombre actual, siendo las razones de la sustitución de consonantes desconocidas.
En todo caso, el topónimo original Salcedo haría referencia al árbol del sauce, encontrándose topónimos similares en la comarca zamorana de Sayago, donde existe la localidad de Salce, o ya en la provincia de León en el municipio de Riello, donde existe otra localidad denominada Salce.

## Geografía

### Núcleos de población
El municipio se divide en tres núcleos de población, que poseían la siguiente población en 2017 según el INE.
| Núcleo de población | Población |
| ------------------- | --------- |
| Sancedo             | 286       |
| Ocero               | 173       |
| Cueto               | 104       |

## Historia
Los primeros vestigios de poblamiento humano en el entorno datarían de época astur, atestiguándose también de forma posterior la presencia romana en la zona. No obstante, la creación como localidades de Sancedo, Cueto y Ocero se dataría en la Edad Media, cuando se integraron en el reino de León, en cuyo seno se habría acometido su fundación, registrándose sus primeras referencias documentales. Así, Sancedo pasó en este contexto a depender del monasterio de San Andrés de Espinareda, al que perteneció durante todo el Antiguo Régimen.
Ya en el siglo XV, con la reducción de ciudades con voto en Cortes a partir de las Cortes de 1425, Sancedo pasó a estar representado por León, lo que le hizo formar parte de la provincia de León en la Edad Moderna, situándose dentro de esta en el partido de Ponferrada.
Posteriormente, en la Edad Contemporánea, en 1821 Sancedo, Cueto y Ocero pasaron a formar parte de la provincia de Villafranca, si bien al perder esta su estatus provincial al finalizar el Trienio Liberal, en la división de 1833 las tres localidades quedaron adscritas a la provincia de León, dentro de la Región Leonesa.

## Demografía
Cuenta con una población de 528 habitantes (INE 2024).
| Gráfica de evolución demográfica de Sancedo entre 1842 y 2021                                                         |
| |
| Población de derecho según los censos de población del INE. Población de hecho según los censos de población del INE. |

## Cultura

### Monumentos

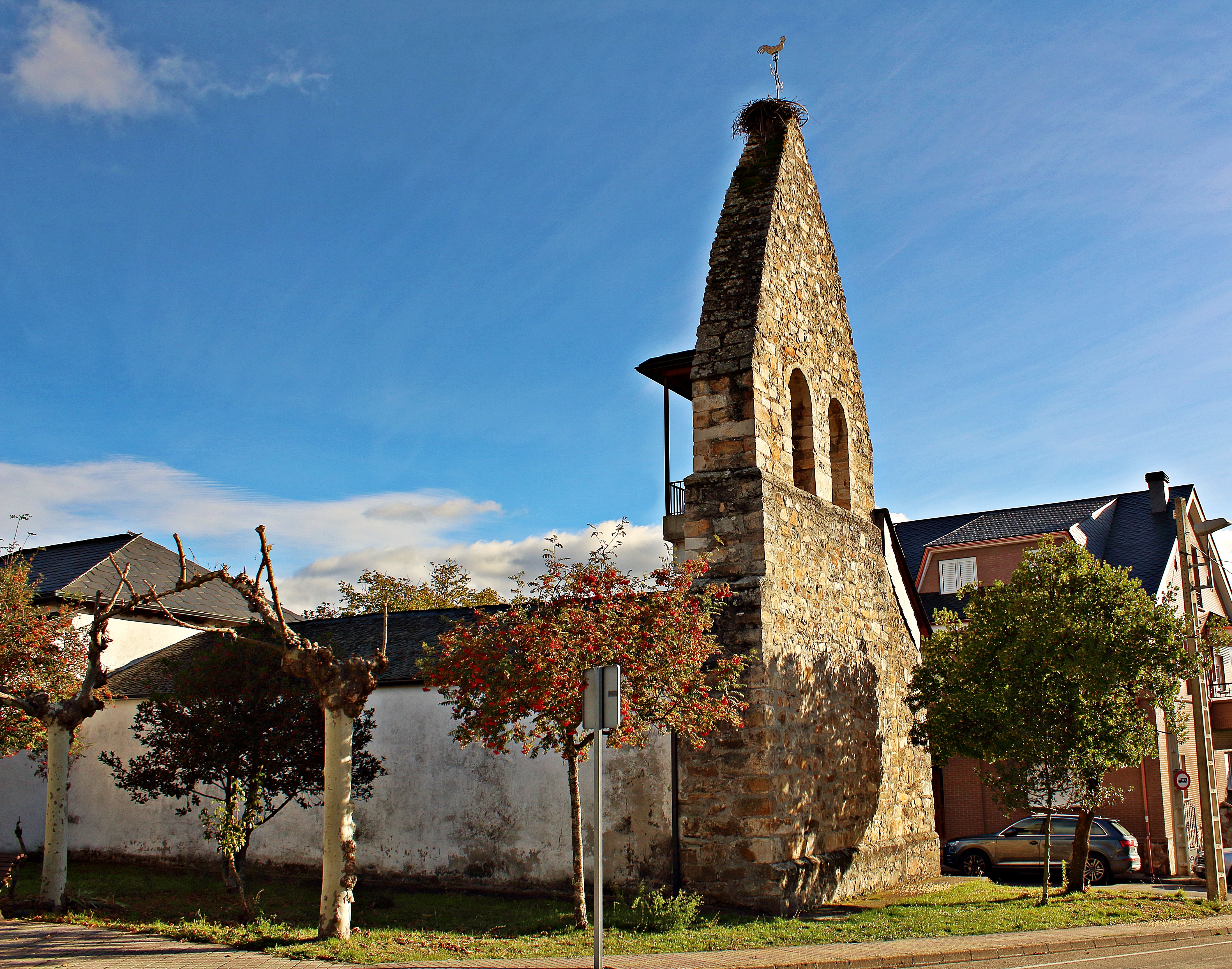
Iglesia de Ocero

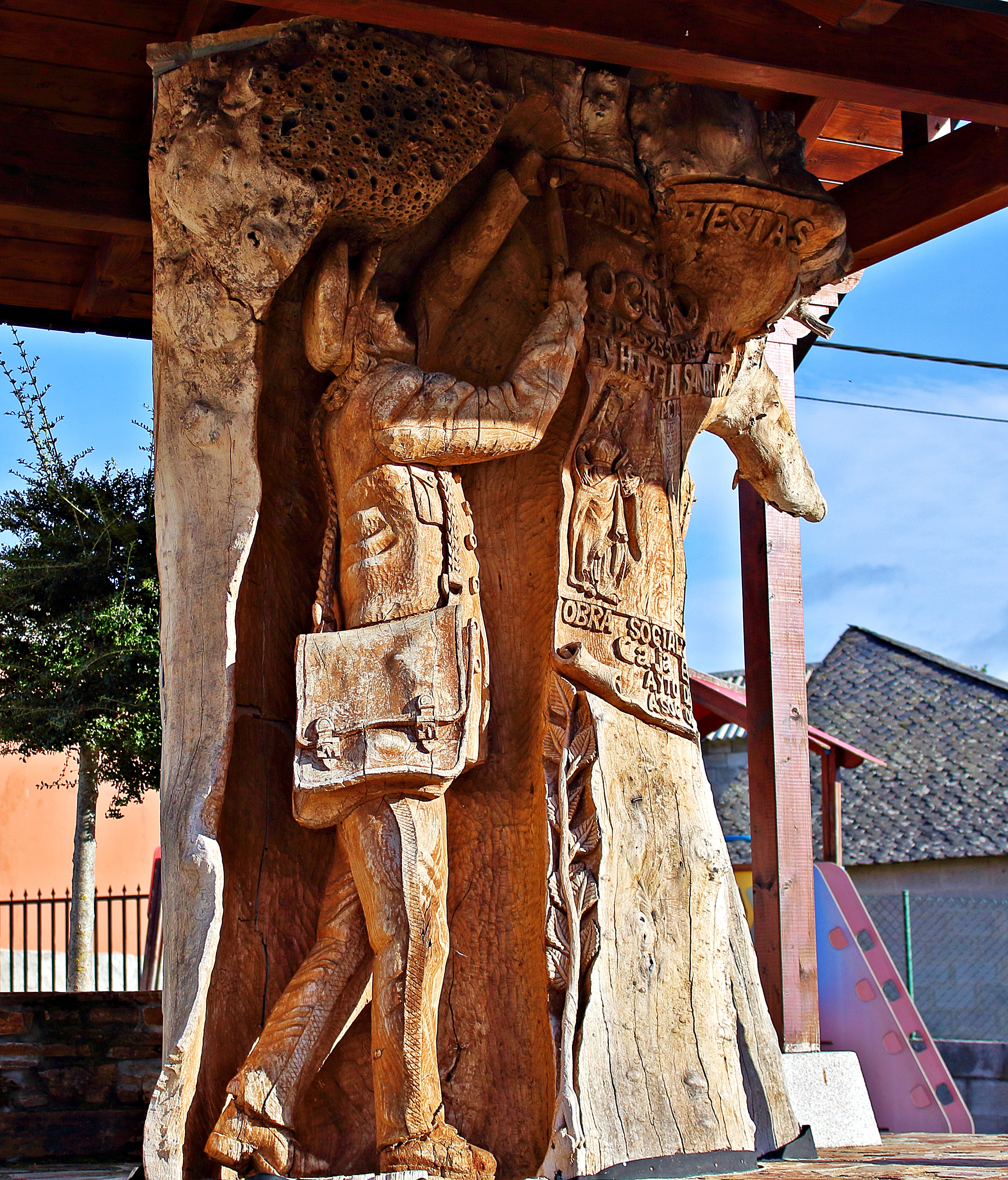
Monumento al cartero en Ocero

Destaca como monumento religioso en el municipio la iglesia parroquial de Sancedo, que alberga en su interior una imagen de San Antonio.
Asimismo, en Ocero destaca la iglesia parroquial de origen románico, que alberga en su interior una imagen de Santa Ana del siglo XVI, así como el monumento al cartero, tallado en un árbol.

### Fiestas
La capital del municipio celebra su fiesta el 28 de enero, en honor de Santo Tirso.
Se celebra una pequeña fiesta que consta de una misa en honor al Santo junto con una procesión que rodea el pueblo.
Por las tardes y noches de ese fin de semana amenizan las noches diferentes orquestas contratadas por la comisión de fiestas, y el domingo que es el último día de fiesta se pone fin a la celebración con una chocolatada.
La fiesta local de Cueto es el 16 de julio, en honor de la Virgen del Carmen, se celebra una misa en honor a la patrona, y se ameniza la tarde con una orquesta, también juegos para los más pequeños. Es típico el concurso de la calabaza que se realiza todos los años, y la fiesta de la espuma.
Ocero celebra el 26 de julio a Santa Ana.